# Fra Fristaterne
Fra Fristaterne med undertitlen "Rejsebreve, med et Tilbageblik" er en tekstsamling af Johannes V. Jensen.
Teksterne har udgangspunkt i forfatterens oplevelser ved en rejse til USA fra 5. marts til 27. maj i 1939.
De blev først udgivet som kronikker i Politiken i løbet af året og derefter samlet i en bog der blev udgivet den 16. september 1939 på Gyldendalske Boghandel Nordisk Forlag.
Rejsen var med hans kone Else og gik over Atlanten til New York, derefter til New Orleans, Phoenix, Hollywood, San Francisco, Chicago og tilbage til New York.
Hans Bendix, Signe Toksvig og Francis Hackett rejste med på dele af turen.
Til en enquete fra Politiken havde Johannes V. Jensen svaret den 1. januar 1939:
| „ | Jeg skriver ikke paa noget i det nye Aar; jeg rejser til Amerika i Stedet for. Det er min Hensigt at leve i Staterne nogle Maaneder. Jeg vil saa gerne genopleve min Ungdom i Amerika. | “ |

Bogen har 11 kapitler og de berører emner så som sejlads over Atlanten, filmproduktion i Hollywood, Walt Disney og Thomas Jefferson.
Den indeholder også en del illustrationer: Normandies kølvand, Trinity Church og kvarteret omkring Wall Street, thaumatropen, Jeanette McDonald, "Fra Gaarden i Walt Disney's Etablissement", appelsinplantager ved Los Angeles, Walt Disney, "Ford med sin første bil", et træsnit fra New Orleans, "Voksen Neger med et Spædbarns Træk", "Shine" - fotografi af en ung sort skopudser, "Urmoderen" - en gammel indiansk kvinde, et træsnit af stillhavsbanen og til slut Rembrandt Peales portræt af Thomas Jefferson.
Kapitel 1, "Paa Atlanten", beretter om skibsrejser til Amerika, primært den første rejse han foretog i 1896 og rejsen 43 år senere.
Den første rejse var med Thingvallas Norge.
Som det nævnes i teksten skulle skibet senere forlise ved Rockall, hvor Johannes V. Jensens bekendte Dr. Elle omkom, mens Herman Wildenvey overlevede og skrev om det i sine erindringer.
Kapitel 2, "The World's Fair", rapporterer om indtryk fra verdensudstillingen New York World's Fair endnu før den var åbnet og var i gang med at blive bygget.
Som sådan er der en parallel til Johannes V. Jensens indtryk fra Verdensudstillingen i Paris 39 år før i 1900, og "The World's Fair" nævner da også indtrykket fra Paris.
Teksten var først udgivet i Politiken som "Amerika-Breve. Verdensudstillingen i New York" den 9. april 1939.
Tilbage i New York blev Johannes V. Jensen syg og var indlagt der fra den 5. maj til den 10. maj 1939.
Han rejste hjem før planlagt, da med skibet Pilsudski, og var tilbage den 27. maj 1939.
- 'Det var i Thinvallaselskabets Tid, nu sagnagtigt langt tilbage, at jeg krydsede over med "Norge".'
- 'Med "Normandie" er jeg rejst fra New York og har været i København over England 6½ Døgn efter.'
- New York World's Fairs vartegn: 'jeg synes ikke Kuglen og den spise Ting klæder hinanden.'
- 'den gamle gotiske sodede Trinity Church'
- MS Piłsudski i New York.

Det kongelige Bibliotek har håndskrifterne til Fra Fristaterne.
Gyldendal udgav samlingen som en e-bog i 2016.
Hans Bendix udgav bogen Med Ryggen til Europa med tegninger han udfærdigede på amerika-turen.
Denne bog blev også udgivet i 1939.
Til bogen skrev Johannes V. Jensen et forord med titlen Romanen Amerika.